# Nietajaure
Nietajaure är en sjö i Arjeplogs kommun i Lappland och ingår i Piteälvens huvudavrinningsområde. Sjön har en area på 0,552 kvadratkilometer och ligger 679 meter över havet.

## Delavrinningsområde
Nietajaure ingår i det delavrinningsområde (737998-160222) som SMHI kallar för Utloppet av Nietajaure. Medelhöjden är 696 meter över havet och ytan är 2,82 kvadratkilometer. Det finns inga avrinningsområden uppströms utan avrinningsområdet är högsta punkten. Vattendraget som avvattnar avrinningsområdet har biflödesordning 2, vilket innebär att vattnet flödar genom totalt 2 vattendrag innan det når havet efter 241 kilometer. Avrinningsområdet består mestadels av skog (66 procent) och sankmarker (10 procent). Avrinningsområdet har 0,55 kvadratkilometer vattenytor vilket ger det en sjöprocent på 19,4 procent.